# Bengi
Bengi ist ein türkischer männlicher und (überwiegend) weiblicher Vorname, der auch als Familienname vorkommt. Bengi hat die Bedeutung „ewig“.

## Namensträger
- Merve Nur Bengi (* 1993), türkische Schauspielerin
- Remzi Bengi (1907–1978), türkischer Verleger